# Dĩ An
Dĩ An ist eine Stadt in der Provinz Bình Dương in Vietnam. Sie liegt 20 km nördlich der Innenstadt von Ho-Chi-Minh-Stadt und ist Teil der entstehenden Metropolregion von Ho-Chi-Minh-Stadt. Sie hatte bei der Volkszählung 2019 eine Einwohnerzahl von 474.681. Die Stadt besitzt seit 2020 das Stadtrecht und hat den Status einer Provinzstadt der 3. Klasse.

## Geschichte
Dĩ An war während des Vietnamkrieges das Hauptquartier der amerikanischen 1. Infanteriedivision (Spitzname "The Big Red One"). Später in den Jahren 1969 und 1970 wurde die 1. Infanteriedivision in die USA zurückgezogen. Das 11. Panzerkavallerieregiment war hier bis 1972.

## Verkehr
Die Stadt ist der geplante Knotenpunkt für die Transasiatische Eisenbahn, die ein halbes Dutzend Eisenbahnen in Südostasien verbinden soll, beginnend mit Kambodscha. Diese Linie würde die kambodschanische Grenze in der Nähe von Lộc Ninh überqueren.
Dĩ An ist ein wichtiges Ziel der nationalen Eisenbahn mit zwei Bahnhöfen: Dĩ An und Sóng Thần.

## Galerie

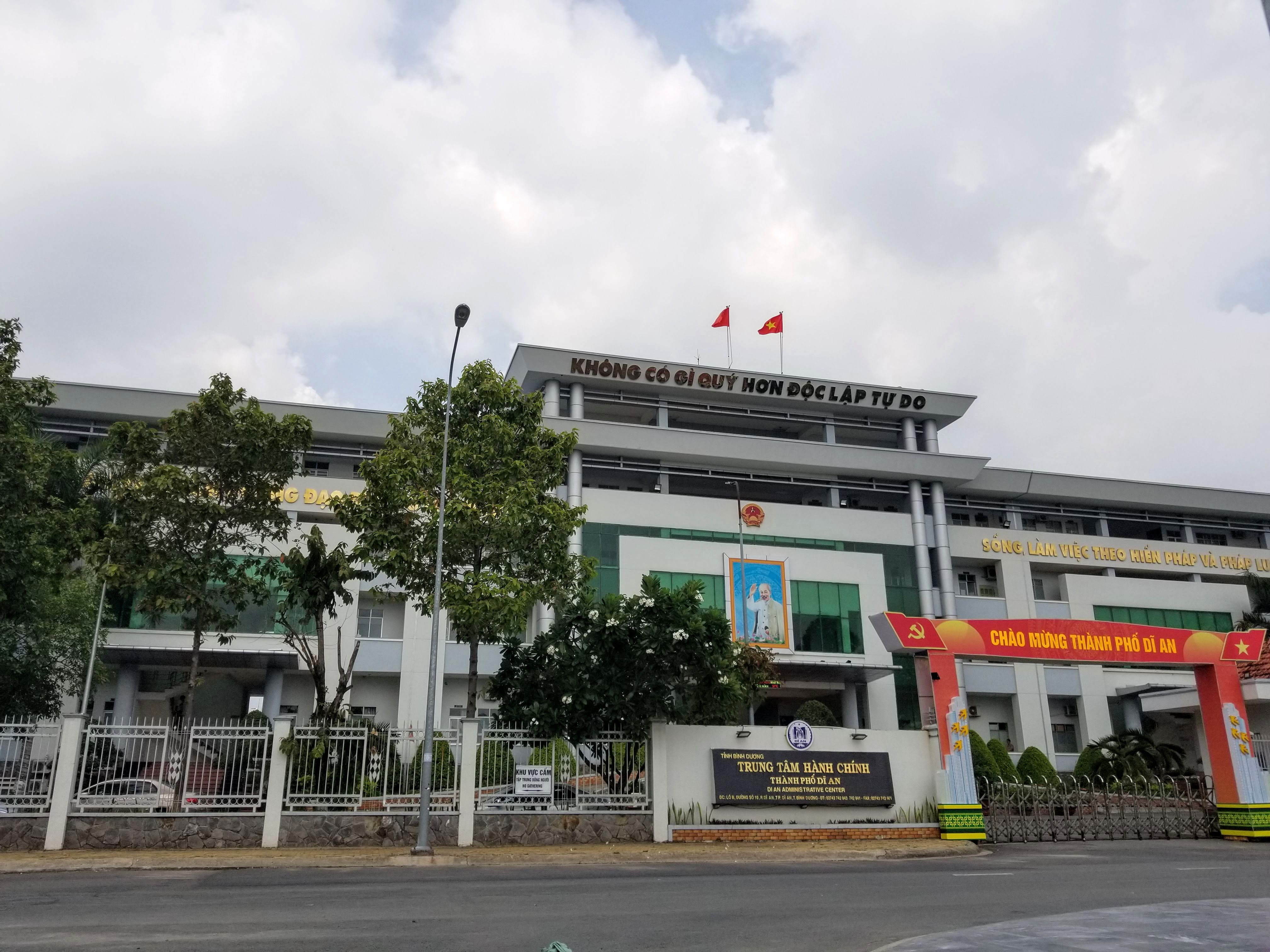
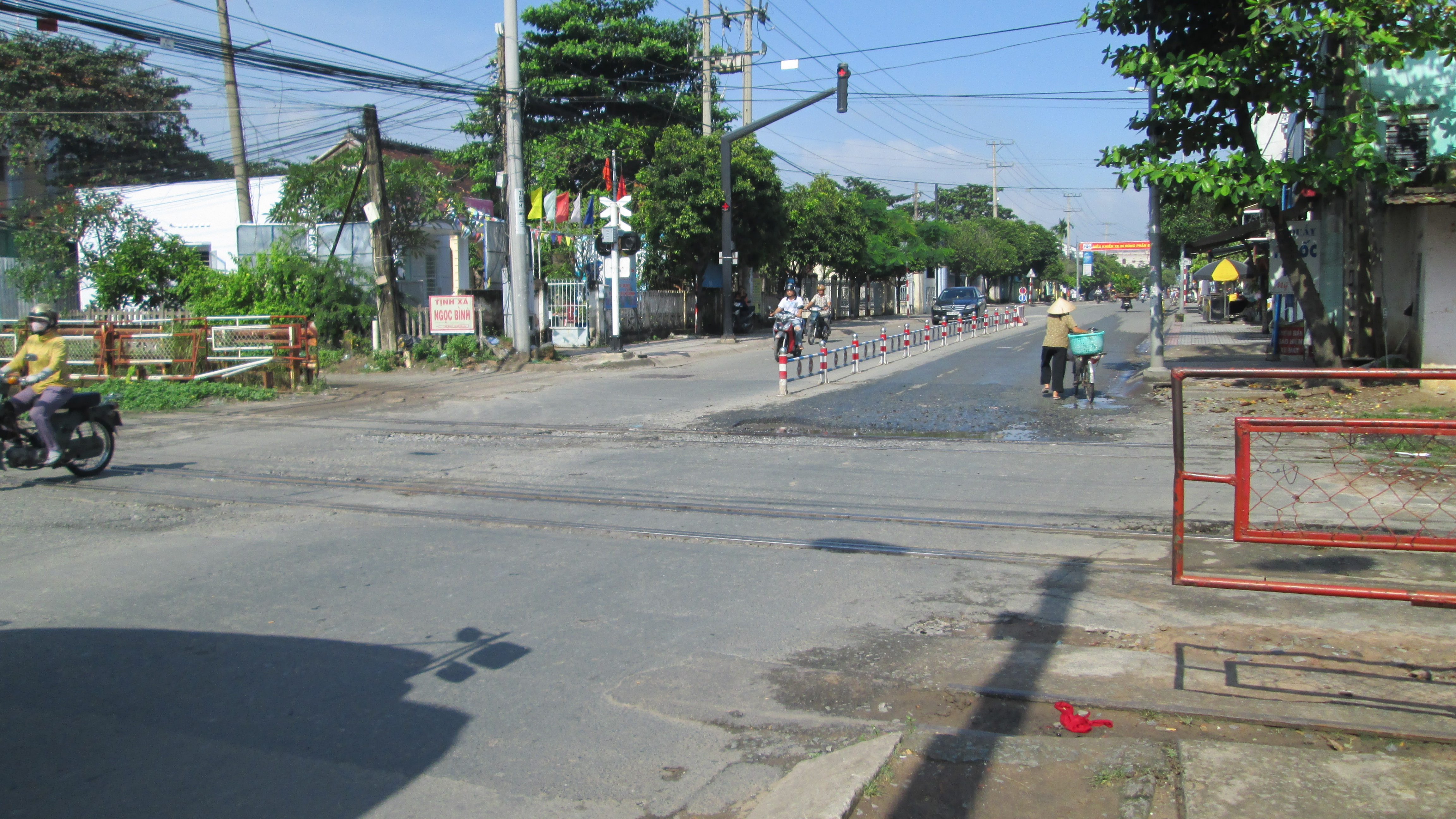
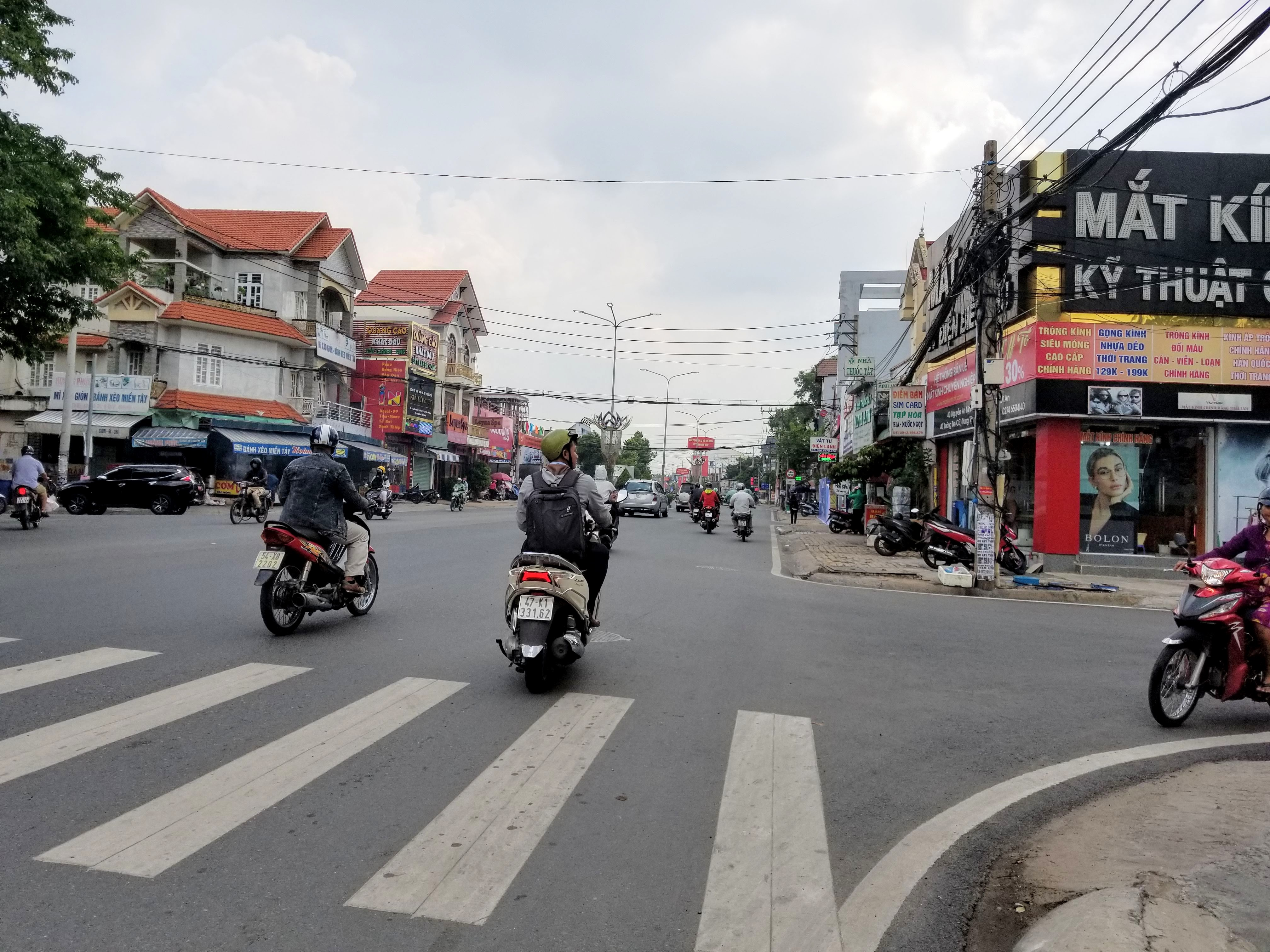
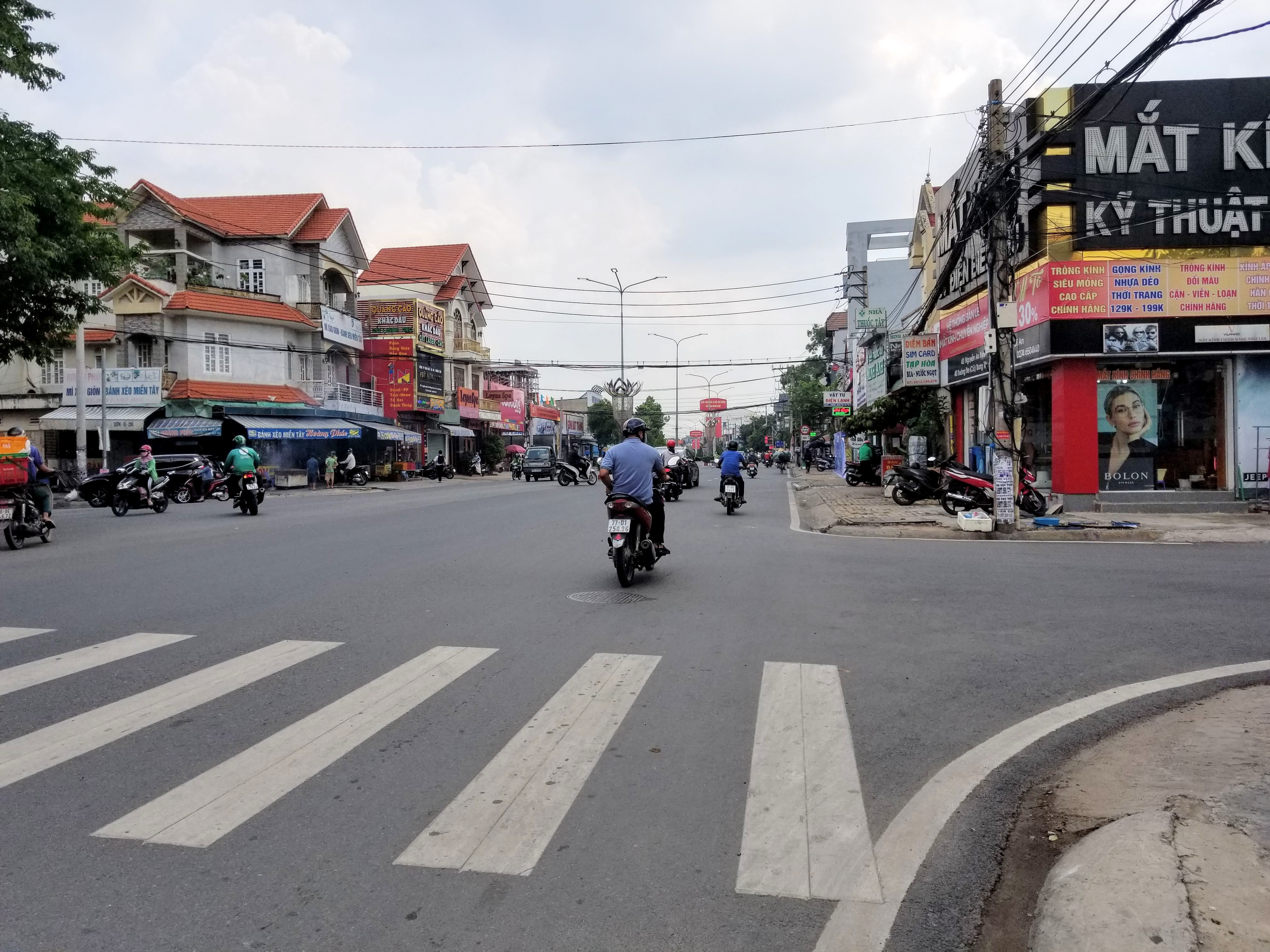